# Утопія (премія)
Премія «Утопія» (фр. Prix Utopia) — французька літературна премія, яку присуджували щорічно письменникам-фантастам з 1998 по 2005 рр. на Міжнародному фестивалі наукової фантастики «Utopiales» за нагородження автора за загальні довічні досягнення у жанрі фантастичної літератури.
Переможці:
- 1998: Джек Венс
- 1999: Браєн Олдіс
- 2000: Фредерик Пол
- 2001: Крістофер Пріст
- 2002: Роберт Сілверберг
- 2003: Нормен Спінред
- 2004: Майкл Муркок
- 2005: Джеймс Морроу